# Oscar Ferdinand Telgmann
Oscar Ferdinand Telgmann né vers 1855 à Mengeringhausen, en Allemagne et décédé le 30 mars 1946 à Toronto  est un compositeur d'opérettes, chef d'orchestre, pédagogue et violoniste canadien, connu surtout pour son opérette Leo, the Royal Cadet.

## Biographie
Oscar Telgmann est né à Mengeringhausen (aujourd'hui un district de Bad Arolsen), alors dans la Principauté de Waldeck-Pyrmont, en Allemagne. Très tôt, il émigre avec ses parents à Kingston, en Ontario. Il commence ses études musicales au Canada. En 1882, avec ses frères et sœurs, il forme le Telgmann Concert Party, ensemble musical qui part en tournée. Il fonde, en 1892, le Conservatoire de musique de Kingston et l'École de diction dont il est directeur pendant plus de 25 ans. En 1914, il crée le Kingston Symphony Orchestra, qu'il dirige jusqu'à sa retraite en 1936. Son épouse, Alida Jackson (Telgmann), lui donnera une fille, Mignon Telgmann, (née en 1898), qui aura une carrière de professeur de violon.

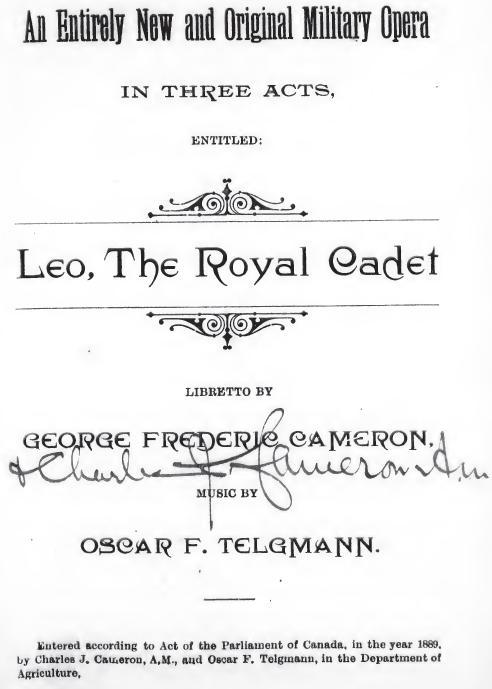
Leo, the Royal Cadet, couverture du livret

Oscar Telgmann compose trois opérettes, The Miller and the Maid, King of Siam et Leo, the Royal Cadet. Cette dernière atteint plus de 1 700 représentations entre sa création en 1889 et 1925. Elle a récemment connu une reprise, dans une version révisée. Il compose également des marches : Boo Hoo's Queen's Dominion Victory March (1922) et The Mascot : Boo Hoo's March to Queen's Rugby Team. Il écrit la musique de chansons telles que The Nutcracker Mazurka, Mr. Craig, The Laird of Glenburne et Scotch Country Dance
Telgmann est décédé à Toronto en 1946 à l'âge d'environ 91 ans. Une bourse est créée par sa famille en sa mémoire et celle de sa fille Mignon (né 1898) à l'Université Queen's.

## Œuvres principales
- The Boo Hoo the Bear marche for piano, pour la mascotte de l'Université Queen's de Kingston
- Leo, the Royal Cadet, opérette, livret de George Frederick Cameron
- Klondyke marche, 1897
- The British Whig march pour piano, 1900
- Our Premier, sur des paroles de George Frederick Cameron, 1885 en honneur de John A. Macdonald
- Scotch Country Dance, pour piano et violin
- The Usual way, pour chant et piano

## Source de traduction
- (en) Cet article est partiellement ou en totalité issu de l’article de Wikipédia en anglais intitulé « Oscar Ferdinand Telgmann » (voir la liste des auteurs).